# Aserbaidschanische Männer-Handballnationalmannschaft
Die aserbaidschanische Männer-Handballnationalmannschaft repräsentiert den Handballverband Aserbaidschans als Auswahlmannschaft auf internationaler Ebene bei Länderspielen im Handball gegen Mannschaften anderer nationaler Verbände.

## Geschichte
Vorgängermannschaft war bis 1991 die sowjetische Männer-Handballnationalmannschaft und von 1991 bis 1992 die Männer-Handballnationalmannschaft der Gemeinschaft Unabhängiger Staaten.
Seit 1992 ist der aserbaidschanische Handballverband Mitglied in der Europäischen Handballföderation (EHF) und in der Internationalen Handballföderation (IHF). Für ein großes Turnier konnte sich die Auswahl bisher nicht qualifizieren.

## Islamic Solidarity Games
Die Nationalmannschaft nahm 2005 an den Islamic Solidarity Games im saudi-arabischen Mekka teil. In der Vorrunde unterlag sie Tunesien 29:42 und Bahrain 28:38. 2017 nahm sie als Gastgeber erneut teil. In Baku besiegte die Mannschaft im ersten Spiel Pakistan mit 43:36, in den weiteren Partien folgten Niederlagen gegen Saudi-Arabien (31:38) und Algerien (22:35). Im Spiel um Platz 5 gewann die Auswahl mit 31:25 gegen Marokko. Bei der Austragung 2021 im türkischen Konya unterlag die Nationalmannschaft in der Vorrunde der Türkei mit 19:29 und dem Iran mit 20:42. Das Spiel um Platz 5 gegen Marokko ging kampflos an Aserbaidschan.

## IHF Emerging Nations Championship
Zur Förderung des Handballsports nahm Aserbaidschan mehrfach an der vom Weltverband ausgerichteten IHF Emerging Nations Championship teil.
Bei der IHF Emerging Nations Championship 2017 startete man mit einem Sieg über Andorra (31:23).Es folgten Niederlagen gegen Bulgarien (34:43) und Zypern (28:32). Nach Siegen über Armenien (39:21) und Irland (41:33) unterlag die Auswahl im Spiel um Platz 9 Moldau mit 31:45.
Bei der IHF Emerging Nations Championship 2019 gelang ein Auftaktsieg über Indien (45:29). Darauf folgten Niederlagen gegen Kolumbien (30:35), Großbritannien (35:36), Kuba (26:31) und China (26:35). In der Platzierungsrunde besiegte die Mannschaft Malta mit 37:22 und unterlag Indien mit 28:46.
2021 wurde das Turnier von der IHF und der EHF gemeinsam als Men’s IHF/EHF Trophy organisiert. Nach zwei Niederlagen gegen Georgien (16:36) und Moldau (16:28) wurde das Spiel um Platz 5 auf Grund zahlreicher Covid-19-Fälle im Team des Gegners Armenien nicht mehr ausgespielt.